# Heinz Clauss
Heinz Clauss (* 17. Februar 1935 in Esslingen; † 5. September 2008 in Stuttgart) war ein deutscher Tänzer.

## Leben
Heinz Clauss wurde in Mettingen, einem Stadtteil von Esslingen am Neckar, als Sohn des Unternehmers Albert Clauss und dessen Ehefrau Gertrud, geborene Bopp, geboren.
Er studierte bei Robert Mayer in Stuttgart und bei Nora Kiss in Paris. 1951 wurde er als Eleve an das Ballett des Württembergischen Staatstheaters engagiert und übernahm frühzeitig bedeutende Rollen in Uraufführungen, überwiegend in Choreographien von Robert Mayer.
1957 wechselte Clauss, gemeinsam mit seinem damaligen Mentor Robert Mayer, als Solist an das Opernballett Zürich und nach dessen Auflösung im Jahr 1959 an das Opernballett Hamburg. Zu seinen Hamburger Ballettkreationen gehörten die Hauptrollen in den Balletten Turangalîla (1960), Sinfonia (1964) und Aschenbrödel des Choreographen Peter van Dyck (1929–1997). In Hamburg lernte er die Werke der bedeutenden zeitgenössischen Choreographen kennen und tanzte erstmals in Balletten von George Balanchine, der ihm ab 1966 auch die Einstudierung seiner Choreographien bei europäischen Compagnien übertrug. Clauss „galt als einer der reinsten Balanchine-Stilisten“, der insbesondere für seine „ideale“ Interpretation von Balanchines „Apollo“ auch international große Anerkennung erfuhr.
1967 kehrte Heinz Clauss, von John Cranko, unter dessen Leitung das Stuttgarter Ballett mittlerweile internationale Beachtung erfuhr, engagiert, als Erster Solist an das Stuttgarter Ballett zurück. Cranko choreographierte für Heinz Clauss Hauptrollen in seinen Uraufführungen, darunter die Titelrolle in Onegin (Neufassung 1967) sowie Hauptrollen in Présence (1968), Der Widerspenstigen Zähmung (1969), Brouillards und Poème de l’extase (beide 1970). Kenneth MacMillan schuf Rollen für Heinz Clauss in seinen Balletten Die Sphinx (1968) und Fräulein Julie (1970). Clauss gehörte neben Márcia Haydée, Birgit Keil, Richard Cragun und Egon Madsen zu den bedeutendsten Tänzern in John Crankos Stuttgarter Ballett-Ensemble. Als einer der wenigen deutschen Tänzer hatte Clauss „wegen seiner noblen Linien und seiner charaktervollen Stilistik“ auch international große Erfolge.
1976 beendete Heinz Clauss seine aktive Tänzerlaufbahn und übernahm als Nachfolger von Anne Woolliams die Direktion der John Cranko-Schule. Unter seiner Leitung fand das russische Unterrichtssystem Eingang in die bisher an der englischen Methodik orientierte Ausbildung. 1987 erhielt er den John-Cranko-Preis.  Aus gesundheitlichen Gründen ging Heinz Clauss 1990 in den Ruhestand.
Zu seinen Schülern gehören Sonia Santiago, Julia Krämer, Wolfgang Stollwitzer, Roland Vogel, Matthias Deckert und Christoph Lechner.
Heinz Clauss starb im Alter von 73 Jahren an den Spätfolgen eines Schlaganfalls, den er etwa anderthalb Jahre vor seinem Tod erlitten hatte.